# Haplopappus pristiphyllus
Haplopappus pristiphyllus là một loài thực vật có hoa trong họ Cúc. Loài này được (J.Rémy) H.M.Hall mô tả khoa học đầu tiên năm 1928.